# Siemion Igajew
Siemion Stiepanowicz Igajew (ros. Семён Степанович Игаев, ur. 1904 we wsi Dawydowka w guberni symbirskiej, zm. 1958 w Homlu) – radziecki polityk.

## Życiorys
W 1925 został sekretarzem rejonowego komitetu Komsomołu w Osipowiczach, w 1926 przyjęto go do WKP(b), studiował na Komunistycznym Uniwersytecie Pracujących Wschodu im. Stalina, później pracował w wydziale politycznym kołchozu w rejonie kopylskim. W 1937 był I sekretarzem kopylskiego rejonowego komitetu KP(b)B, od 1937 do 11 marca 1938 I sekretarzem Komitetu Okręgowego KP(b)B w Słucku, od 11 marca do 28 maja 1938 II sekretarzem Biura Organizacyjnego KC KP(b)B na obwód mohylewski, a od 31 maja 1938 do grudnia 1939 II sekretarzem Komitetu Obwodowego KP(b)B w Mohylewie. Od 29 listopada 1939 do października 1940 był I sekretarzem Komitetu Obwodowego KP(b)B w Białymstoku, 1940-1941 słuchaczem Wyższej Szkoły Organizatorów Partyjnych przy KC WKP(b), później pracował w KC WKP(b), następnie uczył się w Wyższej Szkole Partyjnej przy KC WKP(b). W latach 1947–1951 był II sekretarzem Mordwińskiego Komitetu Obwodowego WKP(b), 1952-1953 przedstawicielem Rady ds. Kołchozów przy Radzie Ministrów ZSRR na obwód irkucki, później kierownikiem wydziału Komitetu Obwodowego KPB w Homlu.